# 발라시 (사산 샤한샤)

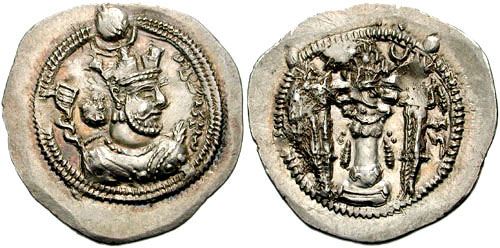
발라시와 조로아스터교의 배화신전이 새겨진 동전

발라시(영어: Balash, ? - 488년) 혹은 볼로가세스(영어: Vologases)는 사산 왕조 페르시아 제국의 샤이다. 훈족인 에프탈과의 전쟁에서 전사한 페로즈 1세의 형제이다.

## 생애
발라시는 전임인 페로즈 1세가 에프탈과의 전쟁에서 전사하자 새로운 페르시아의 왕으로 등극하였다. 그리고 왕위에 오르자마자 에프탈을 페르시아에서 몰아 낼 것을 결의하였다. 목표를 정한 발라시는 에프탈을 파괴하기 위해 장교 수크라(Sukra, 혹은 Sufraii)의 지휘를 따르는 무장한 군대를 파견하였다. 그는 에프탈을 놀라게 하였으며, 에프탈이 협상하도록 강요했다.
에프탈과의 싸움에서 승리한 뒤 얼마 지나지 않아, 발라시는 독립을 선언했던 아르메니아와 휴전할 것을 결심했다. 다음은 그 대가로 맺은 조약의 일부이다.
1. 아르메니아에 존재하는 조로아스터교의 배화신전은 모두 파괴하며, 더 이상 건설하지 않는다.
2. 아르메니아의 기독교인들은 종교의 자유를 누리며, 조로아스터교로의 개종을 멈춘다.
3. 조로아스터교로 개종한 사람에게 영토를 배분하지 않는다.
4. 페르시아의 왕은 아르메니아를 총독이나 대리자를 거치지 않고 직접 관리한다.

그러나 몇 달 뒤 페로즈의 자손중의 하나인 자레(Zareh)가 반역을 일으켰으나, 발라시는 곧 반역을 진압하고 자레를 처형하였다. 그 후 페로즈의 또 다른 자손인 카바드도 반기를 들었지만 결국 실패하였다.
하지만 카바드는 에프탈의 지원을 받아 다시 군대를 이끌고 크테시폰으로 진격하였고 발라시는 이 침략을 오래 막아내지 못하고 암살당했다.
발라시는 아르메니아에서 기독교를 인정한 것을 계기로 기독교인 역사가들에게 매우 현명하고 평화적인 군주로 칭송받는다.